# Гидроксильная группа

Гидроксильная группа в спиртах (R — углеводородный радикал)

Гидрокси́льная гру́ппа (гидроксогру́ппа, гидрокси́д, гидрокси́л; обозначение — ОН−) — функциональная группа органических и неорганических соединений, в которой атомы водорода и кислорода связаны ковалентной связью. В органической химии носит также название «спиртова́я группа». 
Атом кислорода обуславливает поляризацию молекулы спиртов. Относительная подвижность атома водорода приводит к тому, что низшие спирты вступают в реакции замещения с щелочными металлами. В неорганической химии входят в состав оснований, в том числе, щелочей.

## Гидроксильный радикал
Гидроксильный радикал — высокореакционный и короткоживущий радикал •OH, образованный соединением атомов кислорода и водорода. Обычно образуется при распаде гидропероксидов взаимодействием возбуждённых молекул кислорода с водой или при действии ионизирующего излучения.

### Роль в биологии
Гидроксильный радикал относится к реактивным формам кислорода и является наиболее активным компонентом оксидативного стресса. Он образуется в клетке в основном при восстановлении перекиси водорода в присутствии переходного металла (такого как железо). Время полужизни t1/2 гидроксильного радикала in vivo — очень короткое — около 10−9 с, что в совокупности с его высокой реактивной способностью приводит к тому, что он является одним из наиболее опасных агентов, образующихся в организме. В отличие от супероксида, который может быть детоксифицирован супероксиддисмутазой, не существует фермента, который бы элиминировал гидроксильный радикал, из-за слишком короткого времени жизни, не достаточного для диффузии его в активный центр фермента. Единственная защита клетки от этого радикала — высокий уровень низкомолекулярных антиоксидантов, таких как глутатион. Образовавшийся гидроксильный радикал мгновенно реагирует с любой окисляемой молекулой в ближайшем окружении. Из наиболее биологически важных компонентов клетки гидроксильный радикал способен окислять углеводы, нуклеиновые кислоты (что может привести к мутации или повреждению генов), липиды (вызывая перекисное окисление липидов) и аминокислоты.